# Окопная
Око́пная (до 1948 года Ма́лый Бабчи́к; укр. Окопна, крымскотат. Küçük Babçıq, Кучюк Бабчыкъ) — исчезнувшее село в Ленинском районе Республики Крым, располагавшееся на северо-востоке района и Керченского полуострова, примерно в 4,5 км к северо-востоку от современного пгт Багерово.

## История
Первое документальное упоминание села встречается в Камеральном Описании Крыма… 1784 года, судя по которому, в последний период Крымского ханства Байчек входил в Дин Керченский кадылык Кефинского каймаканства. После присоединения Крыма к России (8) 19 апреля 1783 года, (8) 19 февраля 1784 года, именным указом Екатерины II сенату, на территории бывшего Крымского Ханства была образована Таврическая область и деревня была приписана к Левкопольскому, а после ликвидации в 1787 году Левкопольского — к Феодосийскому уезду Таврической области. Перед Русско-турецкой войной 1787—1791 годов производилось выселение крымских татар из прибрежных селений во внутренние районы полуострова, в ходе которого в Бабчин было переселено 11 человек. В конце войны, 14 августа 1791 года всем было разрешено вернуться на место прежнего жительства. После Павловских реформ, с 1796 по 1802 год, входила в Акмечетский уезд Новороссийской губернии. По новому административному делению, после создания 8 (20) октября 1802 года Таврической губернии, Бабчик был включён в состав Акмозской волости Феодосийского уезда.
По Ведомости о числе селений, названиях оных, в них дворов… состоящих в Феодосийском уезде от 14 октября 1805 года , в деревне Бабчик числилось 9 дворов и 89 жителей. На военно-топографической карте генерал-майора Мухина 1817 года деревня Бабчик обозначена с 30 дворами. После реформы волостного деления 1829 года Малый Бабчик, согласно «Ведомости о казённых волостях Таврической губернии 1829 года», отнесли к Чурубашской волости (переименованной из Аккозской). На карте 1836 года в деревне 8 дворов, а на карте 1842 года Чокрак Бабчик (Малый Бабчик) обозначен условным знаком «малая деревня» (это означает, что в деревне насчитывалось менее 5 дворов.
В 1860-х годах, после земской реформы Александра II, деревню приписали к Сарайминской волости. Согласно «Списку населённых мест Таврической губернии по сведениям 1864 года», составленному по результатам VIII ревизии 1864 года, Бабчик малый — владельческая татарская деревня с 10 дворами и 32 жителями при балке Чокрак. По обследованиям профессора А. Н. Козловского начала 1860-х годов, в селении колодцы были глубиной от 2 до 5 саженей (от 4 до 10 м), все с горькой водой. Также имелись непересыхющие ауты (Аут — небольшой пруд в степном Крыму, наполнявшийся дождевой и талой водой). Согласно «Памятной книжке Таврической губернии за 1867 год», деревня Малый Бабчик была покинута жителями в 1860—1864 годах, в результате эмиграции крымских татар, особенно массовой после Крымской войны 1853—1856 годов, в Турцию и заселена русскими. На трёхверстовой карте Шуберта 1865—1876 года в деревне Чокрак-Бабчик (Малый Бабчик) обозначено 9 дворов. По «Памятной книге Таврической губернии 1889 года», по результатам Х ревизии 1887 года, в деревне Малый Бабачик числилось 10 дворов и 60 жителей. По «…Памятной книжке Таврической губернии на 1892 год» в Малом Бабчике (Кез), входившем в Ново-Александровское сельское общество, жителей и домохозяйств не числилось. На верстовой карте Крыма 1896 года в селении обозначено 3 двора с русским населением. По «…Памятной книжке Таврической губернии на 1902 год» в деревне Бабчик-Кезы, входившей в Ново-Александровское сельское общество, числилось 53 жителя, домохозяйств не имеющих. По Статистическому справочнику Таврической губернии. Ч.II-я. Статистический очерк, выпуск пятый Феодосийский уезд, 1915 год, на хуторе Бабчик Малый (Миняйловых-Петренко) Сарайминской волости Феодосийского уезда числилось 3 двора с русским населением в количестве 24 человек только «посторонних» жителей, из которых 13 мужчин и 11 женщин. При хуторе числилось1084 десятин удобной земли. В хозяйствах имелось 19 лошадей, 31 вол, 19 коров и 330 голов овец, свиней, или коз.
После установления в Крыму Советской власти, по постановлению Крымревкома, 25 декабря 1920 года из Феодосийского уезда был выделен Керченский (степной) уезд, а, постановлением ревкома № 206 «Об изменении административных границ» от 8 января 1921 года была упразднена волостная система и в составе Керченского уезда был создан Керченский район в который вошло село (в 1922 году уезды получили название округов. 11 октября 1923 года, согласно постановлению ВЦИК, в административное деление Крымской АССР были внесены изменения, в результате которых округа были отменены и основной административной единицей стал Керченский район в который вошло село. Согласно Списку населённых пунктов Крымской АССР по Всесоюзной переписи 17 декабря 1926 года, на хуторе Бабчик Малый, Кезского сельсовета Керченского района, числилось 3 двора, население составляло 20 человек, из них 18 украинцев и 2 русских. Постановлением ВЦИК «О реорганизации сети районов Крымской АССР» от 30 октября 1930 года (по другим сведениям 15 сентября 1931 года) Керченский район упразднили и село включили в состав Ленинского, а, с образованием в 1935 году Маяк-Салынского района (переименованного 14 декабря 1944 года в Приморский) — в состав нового района. На подробной карте РККА Керченского полуострова 1941 года в селении отмечено 9 дворов.
После освобождения Крыма от фашистов, 12 августа 1944 года было принято постановление № ГОКО-6372с «О переселении колхозников в районы Крыма» и в сентябре того же года в район приехали первые новоселы 204 семьи из Тамбовской области, а в начале 1950-х годов последовала вторая волна переселенцев из различных областей Украины. С 25 июня 1946 года селение в составе Крымской области РСФСР. Указом Президиума Верховного Совета РСФСР от 18 мая 1948 года Малый Бабчик переименовали в Окопную. 26 апреля 1954 года Крымская область была передана из состава РСФСР в состав УССР. Исключена из учётных данных в 1957 году (согласно справочнику «Крымская область. Административно-территориальное деление на 1 января 1968 года» — в период с 1954 по 1968 год как село Багеровского поссовета), видимо, в связи с созданием Багеровского полигона.

### Динамика численности населения
| - 1805 год — 89 чел. - 1864 год — 32 чел. - 1889 год — 60 чел. - 1892 год — 0 чел. | - 1902 год — 53 чел. - 1915 год — 0/24 чел. - 1926 год — 20 чел. |